# Ruth Is Stranger Than Richard
Ruth Is Stranger Than Richard je třetí sólové studiové album britského hudebníka Roberta Wyatta. Jeho nahrávání probíhalo od října 1974 do března následujícího roku v The Manor Studio. Album produkoval Wyatt a vyšlo v květnu 1975 u vydavatelství Virgin Records.

## Seznam skladeb
| Strana „Ruth“ | Strana „Ruth“ | Strana „Ruth“                                 | Strana „Ruth“ |
| Pořadí        | Název         | Autor                                         | Délka         |
| ------------- | ------------- | --------------------------------------------- | ------------- |
| 1.            | Soup Song     | Brian Hopper, Robert Wyatt                    | 4:03          |
| 2.            | Sonia         | Mongezi Feza                                  | 4:18          |
| 3.            | Team Spirit   | Bill MacCormick, Phil Manzanera, Robert Wyatt | 8:33          |
| 4.            | Song for Che  | Charlie Haden                                 | 3:42          |

| Strana „Richard“ | Strana „Richard“                                   | Strana „Richard“             | Strana „Richard“ |
| Pořadí           | Název                                              | Autor                        | Délka            |
| ---------------- | -------------------------------------------------- | ---------------------------- | ---------------- |
| 1.               | Muddy Mouse (a)                                    | Fred Frith, Robert Wyatt     | 0:49             |
| 2.               | Solar Flares                                       | Robert Wyatt                 | 5:36             |
| 3.               | Muddy Mouse (b)                                    | Fred Frith, Robert Wyatt     | 0:50             |
| 4.               | 5 Black Notes And 1 White Note                     | Offenbach; arr. Robert Wyatt | 5:00             |
| 5.               | Muddy Mouse (c) Which in Turn Leads to Muddy Mouth | Fred Frith, Robert Wyatt     | 6:15             |

## Obsazení
- Robert Wyatt – zpěv, klavír, varhany, bicí
- Brian Eno – kytara, syntezátor
- Gary Windo – basklarinet, tenorsaxofon, altsaxofon
- Nisar Ahmad Khan – tenorsaxofon, barytonsaxofon
- Mongezi Feza – trubka
- Fred Frith – klavír
- Bill MacCormick – baskytara
- John Greaves – baskytara
- Laurie Allan – bicí